# Antoni Cygan
Antoni Józef Cygan (ur. 1964 w Zabrzu) – polski artysta malarz, profesor sztuk plastycznych, profesor Akademii Sztuk Pięknych w Katowicach i rektor tej uczelni w kadencjach 2012–2016 i 2016–2020.

## Życiorys
Absolwent Zamiejscowego Wydziału Grafiki w Katowicach Akademii Sztuk Pięknych im. Jana Matejki w Krakowie. Dyplom uzyskał w 1988 w Pracowni Projektowania Graficznego prof. Tomasza Jury oraz w Pracowni Malarstwa prof. Andrzeja S. Kowalskiego. Stopień naukowy doktora habilitowanego uzyskał w 2003 na Wydziale Grafiki, Malarstwa i Wzornictwa Akademii Sztuk Pięknych w Katowicach. Tytuł profesora sztuk plastycznych otrzymał 4 sierpnia 2011.
Od 1992 związany z Akademią Sztuk Pięknych w Katowicach, na której doszedł do stanowiska profesora. Na uczelni tej kierował Katedrą Malarstwa na Wydziale Artystycznym oraz Katedrą Malarstwa, Rysunku i Rzeźby. W kadencjach 2012–2016 i 2016–2020 pełnił funkcję rektora ASP w Katowicach.
Zrealizował cztery cykle drogi krzyżowej w świątyniach w Zabrzu, Gliwicach, Licheniu oraz w japońskiej Suzuce. Zaprojektował wnętrza kościoła św. Pawła Apostoła w Zabrzu (2004–2015), kościoła św. Urbana w Paniówkach (2008–2010) i kaplicy Domu Księży Emerytów w Katowicach (2009–2010). W 2013 wykonał dla kościoła św. Krzyża w Gliwicach dwa obrazy olejne na płótnie: „Zmartwychwstanie” (140×100 cm) i „NMP” (210×70 cm). Namalował także obraz św. Michała Archanioła dla kościoła rzymskokatolickiego we Lwowie-Sichowie. 
W 2020 został odznaczony Krzyżem Oficerskim Orderu Odrodzenia Polski. Otrzymał również Brązowy Krzyż Zasługi (2003) i Brązowy Medal „Zasłużony Kulturze Gloria Artis” (2014). W 2020 wyróżniony Nagrodą Ministra Kultury i Dziedzictwa Narodowego za osiągnięcia organizacyjne.

## Wystawy indywidualne
- Galeria 6, Gliwice, 1990 i 1994
- Galeria Janus, Helsinki, 1992
- Galeria W, Bourg-de-Péage, 1995
- Muzeum Ziemi Śląskiej, Opawa, 1998
- Galeria Café Silesia, Zabrze, 2014
- Galeria ASP Warszawa, Jabłonna, 2015[1]